# Junior Byles
Kenneth Byles, Junior Byles vagy Chubby (Kingston, 1948. július 17. – 2025. május 15.) jamaicai reggae-énekes.

## Pályafutása
Eredetileg tűzoltóként dolgozott, majd 1967-ben megalapította a The Versatiles nevű vokáltriót. Sokak szerint Junior legjobb felvételei akkor születtek, amikor már szólóművészként dolgozott Lee Perryvel és a JA Man kiadónál az 1970-es évek elején és közepén.
Legismertebb számai, az A Place Called Africa, Beat Down Babylon, Curly Locks és a Fade Away az 1970-es évek legjobb roots-számai közé tartoznak.